# Rina Hidaka
Rina Hidaka (jap. 日高 里菜 Hidaka Rina; ur. 15 czerwca 1994 w prefekturze Chiba) – japońska seiyū związana z agencją Office Osawa.

## Filmografia
Ważniejsze role są pogrubione.

### Seriale anime
2008
- Michiko to Hatchin (młoda Michiko)
- Porphy no Nagai Tabi (młoda Rebecca)
- ×××HOLiC: Kei (Kohane Tsuyuri)

2009
- Kon'nichiwa Anne: Before Green Gables (Ania Shirley)
- Nogizaka Haruka no Himitsu: Purezza (Miu Fujinomiya)
- Toaru majutsu no Index (Last Order)

2010
- Bakuman (Mina Azuki)
- Densetsu no Yūsha no Densetsu (Bueka)
- Katanagatari (Konayuki Itezora)
- Ladies versus Butlers! (Mimina Ōsawa)
- MAJOR 6th season (Sunday)
- Mayoi Neko Overrun! (Honoka w odc. 10)
- Star Driver: Kagayaki no Takuto (Mizuno Yō)
- The World God Only Knows (Lime w odc. 7)
- Toaru majutsu no Index II (Last Order)

2011
- Dantalian no Shoka (Patricia Nash w odc. 6)
- Dream Eater Merry (Minato Kisaragi w odc. 3)
- Ro-Kyu-Bu! (Airi Kashii)
- Sengoku Otome: Momoiro Paradox (Yoshino "Hideyoshi" Hide)
- Tiger & Bunny (Kaede Kaburagi)
- Bakuman 2 (Mina Azuki)
- Maken-ki! (Aililou Finnian, Lilou Finnian)

2012
- Accel World (Yuniko Kozuki)
- Ano natsu de matteru (Rinon)
- Inu x Boku SS (Ririchiyo Shirakiin)
- Campione! (Shizuka Kusanagi)
- Sword Art Online (Scilica / Keiko Ayano)
- Detective Opera Milky Holmes 2 (Menedżer)
- Nakaimo – My Sister Is Among Them! (Mei Sagara)
- YuruYuri (Hanako Ohmuro)

2013
- Arpeggio of Blue Steel ~Ars Nova~ (I-400)
- Bakuman 3 (Mina Azuki)
- Galactic Armored Fleet Majestic Prince (Anna; Mayu)
- Galilei Donna (Hozuki Ferrari)
- Love Lab (Nana Ichikawa)
- Ro-Kyu-Bu! SS (Airi Kashii)
- Sasami-san@Ganbaranai (Tamamo-no-Mae)
- Servant x Service (Kanon Momoi)
- The Severing Crime Edge (Emily Redhands)
- Strike the Blood (Nagisa Akatsuki)
- Tamako Market (Anko Kitashirakawa)

2014
- Black Bullet (Enju Aihara)
- Captain Earth (Akari Yomatsuri)
- Girl Friend Beta (Nae Yuki)
- If Her Flag Breaks (Sakura)
- Sword Art Online II (Silica/Keiko Ayano)

2015
- Kantai Collection (Mutsuki, Kisaragi, Mochizuki, Yayoi)
- The Rolling Girls (Yukina Kosaka)
- Unlimited Fafnir (Iris Freyja)

2018
- Kishuku gakkō no Juliet (Kochō Wang)[2]